# Homoneura kolthoffi
Homoneura kolthoffi är en tvåvingeart som beskrevs av Friedrich Georg Hendel 1938. Homoneura kolthoffi ingår i släktet Homoneura och familjen lövflugor. Inga underarter finns listade i Catalogue of Life.